# Religulous

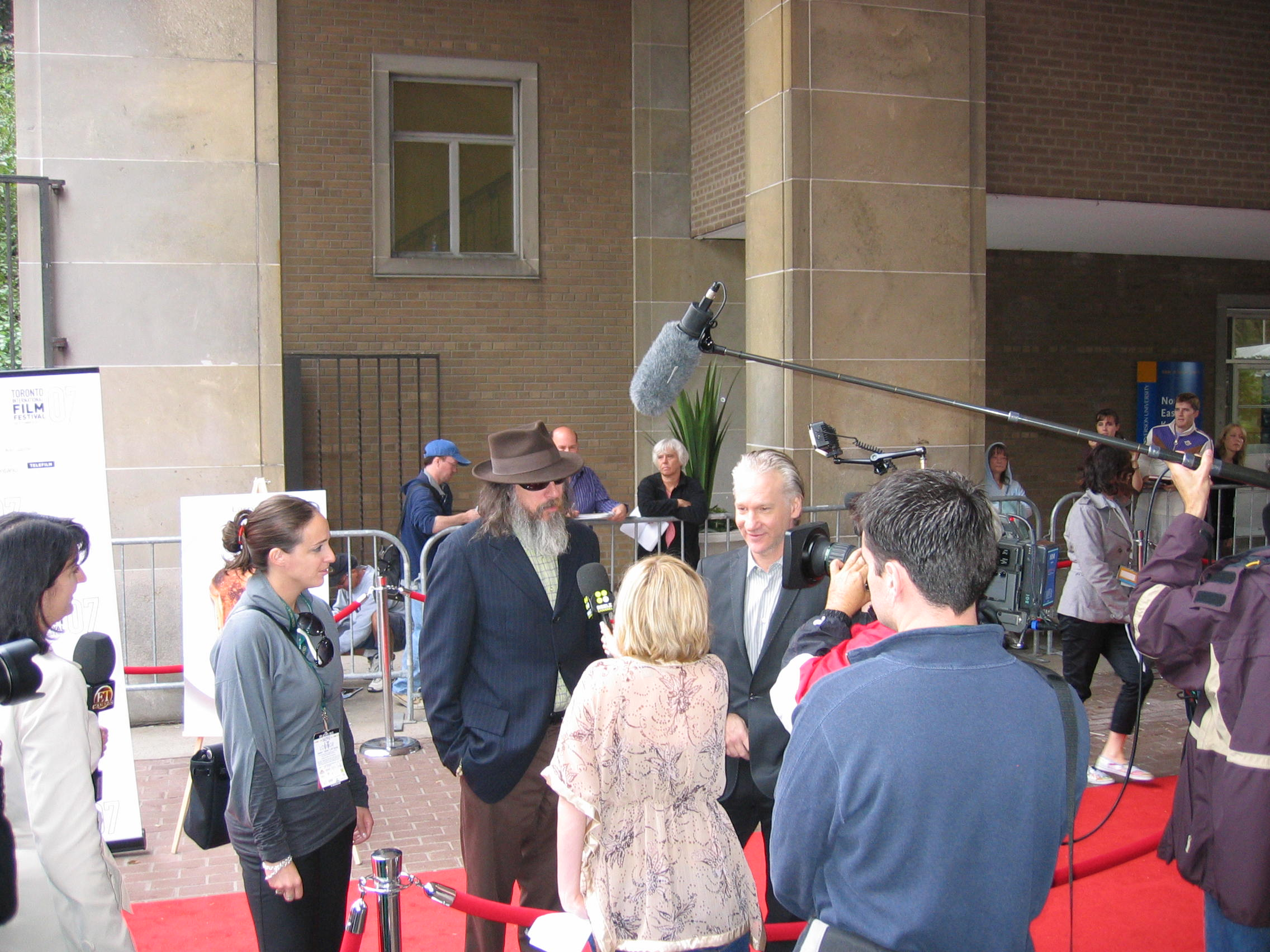
Filmmakers Larry Charles en Bill Maher praten met de pers over hun nieuwe film Religulous op het Toronto International Film Festival 2007

Religulous is een Amerikaanse satirische documentaire van regisseur Larry Charles met Bill Maher in de hoofdrol. De titel is een porte-manteau van religion (religie) en ridiculous (belachelijk) om de satirische aard van de film aan te duiden. De film gaat over religie, in het bijzonder de drie openbaringsgodsdiensten, de theologische en existentiële vragen die erdoor rijzen en de problemen die erdoor ontstaan (zijn). De film is geproduceerd door Thousand Words en gedistribueerd door Lionsgate.
De film zou oorspronkelijk uitgebracht worden tijdens Pasen 2008, maar door de stakingen van het Writers Guild of America liep de postproductie vertraging op. De releasedatum werd verzet naar 2 juli 2008, maar ook deze datum bleek niet haalbaar. De film is uitgebracht op 3 oktober 2008.

## Inhoud
Maher bezoekt allerlei plaatsen, zoals Jeruzalem, Vaticaanstad en Salt Lake City, en groepen, zoals Jews for Jesus, moslims, polygamisten, satanisten, creationisten, Chassidische joden en Raël (oprichter van het Raëlisme) om zijn visie over religie duidelijk te maken. Maher interviewt ook Andrew Newberg, neurowetenschapper aan de Universiteit van Pennsylvania en auteur van Why We Believe What We Believe, die hersenscans maakt van mensen terwijl ze bidden, mediteren en in tongen spreken.
Maher bezoekt ook Nederland waar hij in Amsterdam praat met Ferre van Beveren van het THC-ministerie, met politica Fatima Elatik over de moord op Theo van Gogh, met homoseksuele moslims in een gaybar en met Mohamed Junas Gaffar van de Moskee Taibah. In Den Haag spreekt Maher met politicus Geert Wilders.

## Prijzen
- Golden Trailer Award (voor een marketingposter met geroosterd brood erop)[3]